# Hugo Sosa
Hugo Ranulfo Sosa Franco (Luque, 26 novembre 1970) è un ex calciatore paraguaiano, di ruolo attaccante.

## Carriera

### Club
Ha giocato nel campionato paraguaiano, ecuadoriano, colombiano ed infine in quello boliviano.

### Nazionale
Con la Nazionale paraguaiana esordì nel 1996, giocando 3 incontri fino al 1999.